# DaisyxDaisy
Daisy×Daisy (em japonês:  デイジーデイジー) é o projeto solo da cantora japonesa MiKA (nascida em Ehime, província que fica à noroeste de Shikoku). Daisy×Daisy foi criada em 2005, originalmente como banda, formada por MiKA (vocal / letras) e yuuki (guitarrista / compositor / letrista). Em 2008, yuuki decidiu sair do grupo, e MiKA relançou o Daisy×Daisy como seu projeto solo. Em 2009, o single "brave your truth" chegou à 19ª posição da Oricon.
MiKA vem de uma família de músicos, ela estudou canto tradicional Enka desde os quatro anos e mudou-se de sua província natal de Ehime para Tóquio. Ela teve seu aprendizado musical com um mestre de Enka, no entanto, ela quis experimentar cantar vários gêneros diferentes, até que ela formou uma banda. Desde então, tem sido considerada uma vocalista de rock.
Em 2018, ela se apresentou no Brasil, participando do Anime Dreams e do Anima Recife. Ela já havia se apresentado no país previamente no Super-Con de 2011.

## Discografia[6]

### Single
1. Daybreak Believer (07 março de 2008)
2. Higher self / SWEET GIRL (6 de junho de 2008)

- Abertura do programa Media Research Institute

1. Brave your truth(4 de fevereiro de 2009)[1]

- Abertura do Anime Koukaku no Regios

1. HOLY SHINE (23 de novembro de 2010)[7]

- Letra e Música: MiKA;
- composição, arranjo: Hiroyuki Kouzu
- Encerramento do Anime Fairy Tail

1. EVIDENCE (lançado em 20 de abril de 2011)[7]

- Evidence é a sétima abertura do Anime Fairy Tail.
- Letra e Música: 40㍍P
- Guitar: 164P

### Mini Álbuns
1. Pieces (3 de agosto, 2007)
2. Fate (3 de agosto de 2007)
3. Category (16 de dezembro de 2009)
4. Answer to the master (26 fevereiro de 2010)

### Álbuns
1. Genesis & Rebirth (3 de outubro de 2008)
2. Daisy×Daisy (16 de novembro de 2011)

### DVD
1. “DREAM ROAD” TOUR 2007 〜pieces & Fate〜 (26 de outubro de 2007)
2. Daisy x Daisy LIVE 2007 〜新たなる旅立ち〜I (9 de maio de 2008)
3. Daisy x Daisy LIVE 2007 〜新たなる旅立ち〜II (9 de maio de 2008)